# Art Blakey
Art Blakey, pseudonimo di Arthur Blakey (Pittsburgh, 11 ottobre 1919 – New York, 16 ottobre 1990), è stato un batterista statunitense.
Insieme a Kenny Clarke, Max Roach e Buddy Rich, è stato uno degli inventori della tecnica batteristica applicata allo stile bebop.

## Biografia
Proveniente da Pittsburgh dove era nato, visse un'infanzia difficile. Dopo 5 mesi dalla sua nascita sua madre morì e il padre scappò con un'amante. Il piccolo Blakey fu cresciuto dalla cugina materna. Durante gli studi imparò a suonare il pianoforte, ma non era molto portato: sapeva suonare solo in 5 tonalità differenti. Già dall'età di 14 anni era in grado di dirigere un'orchestra di 18 elementi. Suonava qualche sera nei locali di Pittsburgh e passò alla batteria per intimidazione del proprietario del posto; questo non lo reputava all'altezza poiché non era versatile. Blakey giunse a New York nel 1938 con la pianista Mary Lou Williams. 
Nel 1940 entrò nel gruppo del pianista e bandleader Fletcher Henderson, ma il salto di qualità artistico e professionale lo fece tra il 1943 e il 1947, quando venne ingaggiato dalla prima orchestra bop del cantante Billy Eckstine; con lui nella band ci sono Charlie Parker, Dizzy Gillespie, Fats Navarro, Sarah Vaughan e i nove decimi del gotha della storia del be-bop. 
Durante una lunga visita in Africa occidentale, verso fine degli anni quaranta, si convertì all'Islam, assumendo il nome di Abdullah Ibn Buhaina.

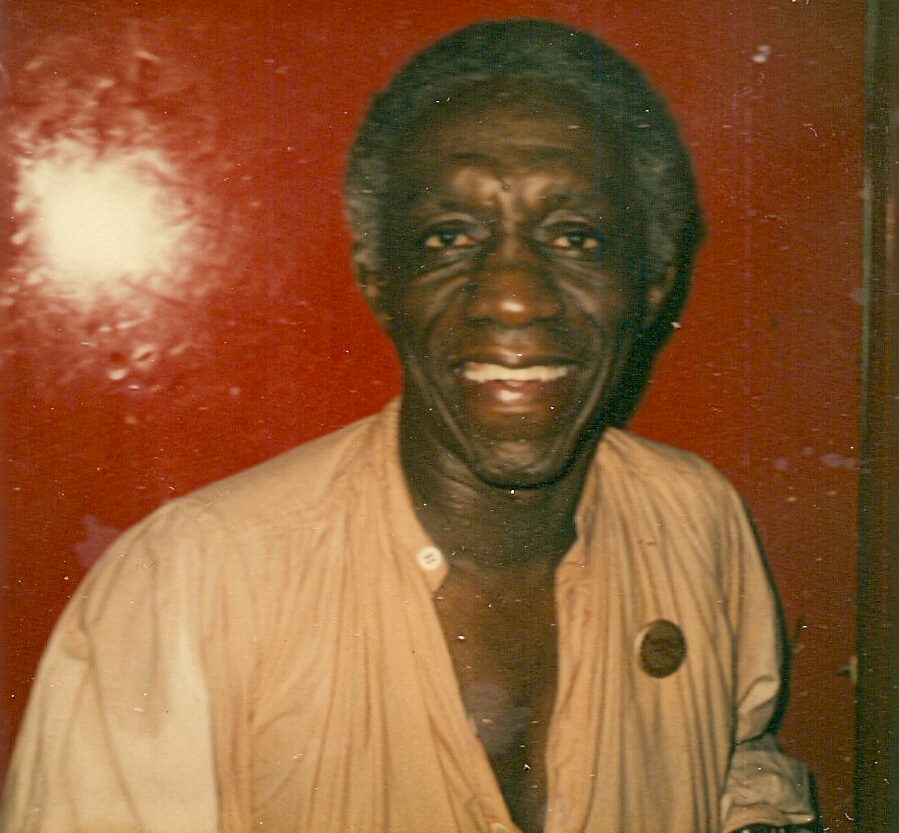
Art Blakey. Il nome di battesimo è ricorrente nella sua discografia

Nel 1955 fondò con Horace Silver i Jazz Messengers, un gruppo di Hard bop che fu molto influente per molti giovani musicisti jazz di quell'epoca e delle successive e con cui collaborarono, come solisti o integrati nella formazione, musicisti quali Sabu Martinez, Wayne Shorter, Hank Mobley, Kenny Dorham, Donald Byrd, Bobby Timmons, Benny Golson, Bill Hardman, Thelonious Monk, Chuck Mangione, Keith Jarrett, Curtis Fuller, Johnny Griffin, Freddie Hubbard, Lou Donaldson, Clifford Brown, Jackie McLean, Lee Morgan, Terence Blanchard, Bobby Watson, James Williams, Cedar Walton, Branford Marsalis e Wynton Marsalis. Blakey decise di portare avanti il gruppo da solo dopo l'abbandono di Horace Silver, con la denominazione Art Blakey and the Jazz Messengers, continuando a suonare in tutto il mondo fino ai tardi anni ottanta.
Art Blakey nella sua carriera partecipò a varie manifestazioni nel centro e nord Europa esibendosi in Belgio, Italia, Svizzera, Germania ecc. In Italia nel 1963, in occasione del Festival Internazionale del Jazz di San Remo, presentato da Adriana Serra, suonò i suoi più noti brani jazz in compagnia di un sestetto formato da musicisti tra i più rappresentativi del Jazz-Bebop anni cinquanta-sessanta. La formazione era composta da Freddie Hubbard, tromba; Curtis Fuller, trombone; Wayne Shorter, sax tenore; Cedar Walton, piano; Reggie Workman, contrabbasso.

## Discografia
- 1953 - Horace Silver Trio & Art Blakey + Sabu
- 1953 - Art Blakey & The Jazz Messengers (Birdland)
- 1954 - A Night at Birdland, Vol. 1 (Blue Note Records)
- 1954 - A Night at Birdland, Vol. 2 (Blue Note Records)
- 1954 - A Night at Birdland, Vols. 1-3
- 1954 - Art Blakey Quintet, Vol. 2
- 1954 - Blakey with the Jazz Messengers
- 1954 - Jazz Messages
- 1955 - At the Cafe Bohemia, Vol. 1-2
- 1956 - Drum Suite
- 1956 - Art Blakey & The Jazz Messengers (Columbia)
- 1956 - Art Blakey with the Original Jazz Messengers
- 1956 - Hard Bop
- 1956 - Originally
- 1956 - Sessions Live: Art Blakey and the Jazz Messengers
- 1956 - The Jazz Messengers (Columbia)
- 1957 - Art Blakey & His Rhythm
- 1957 - Art Blakey & The Jazz Messengers (Bethlehem)
- 1957 - Art Blakey & The Jazz Messengers Live
- 1957 - Art Blakey Big Band
- 1957 - Art Blakey/John Handy: Messages
- 1957 - Art Blakey's Jazz Messengers with Thelonious Monk
- 1957 - Cu-Bop
- 1957 - Dawn on the Desert
- 1957 - Jazz Messengers Play Lerner and Loewe
- 1957 - Midnight Session
- 1957 - Once upon a Groove
- 1957 - Orgy in Rhythm, Vol. 1-2
- 1957 - Reflections on Buhaini
- 1957 - Ritual: The Modern Jazz Messengers
- 1957 - Theory of Art
- 1958 - Somethin' Else (Cannonball Adderley)
- 1958 - Art Blakey & The Jazz Messengers (Blue Note)
- 1958 - Au Club Saint-Germain, Vols. 1-3
- 1958 - Holiday for Skins, Vol. 1-2
- 1958 - Live in Holland (1958)
- 1958 - Moanin' (Blue Note)
- 1958 - Paris 1958
- 1959 - Africaine
- 1959 - At the Jazz Corner of the World, Vol. 1-2
- 1959 - Live in Copenaghen
- 1959 - Live in Stockholm
- 1959 - Paris Concert: Art Blakey and the Jazz Messengers
- 1959 - Paris Jam Session
- 1960 - A Night in Tunisia [Blue Note]
- 1960 - The Big Beat
- 1960 - Electric Sticks
- 1960 - Lausanne 1960, Pt. 1
- 1960 - Like Someone in Love
- 1960 - Live in Stockholm
- 1960 - Meet You at the Jazz Corner of the World, Vol. 1-2
- 1961 - A Day with Art Blakey and the Jazz Messengers, Vol. 1-2
- 1961 - Art Blakey!!!!! Jazz Messengers!!!!!
- 1961 - Paris Jazz Concert
- 1961 - Roots & Herbs
- 1961 - The Freedom Rider
- 1961 - The Witch Doctor
- 1962 - Caravan
- 1962 - Live Messengers
- 1962 - The African Beat
- 1962 - Three Blind Mice, Vols. 1 & 2
- 1963 - Ugetsu
- 1963 - A Jazz Message
- 1963 - Buhaina's Delight
- 1963 - Selections from the Film 'Golden Boy'
- 1964 - Free for All (Art Blakey)|Free for All
- 1964 - Kyoto
- 1965 - Indestructible
- 1965 - 'S Make It
- 1966 - Buttercorn Lady
- 1966 - Hold On, I'm Coming
- 1966 - Tough!
- 1968 - Art Blakey Live!
- 1969 - Mellow Blues
- 1970 - Art Blakey & The Jazz Messengers (Catalyst)
- 1971 - For Minors Only
- 1972 - Art's Break: Art Blakey's Jazz Messengers
- 1972 - Child's Dance
- 1973 - Anthenagin
- 1973 - Buhaina
- 1976 - Backgammon
- 1976 - Percussion Discussion
- 1977 - Gypsy Folk Tales: Art Blakey and the Jazz Messengers
- 1977 - In My Prime, Vol. 1
- 1978 - In My Prime, Vol. 2
- 1978 - In This Korner
- 1978 - Mirage
- 1978 - Reflections in Blue
- 1979 - Hard Drive
- 1979 - One by One: Art Blakey and the Jazz Messengers
- 1980 - Art Blakey & The Jazz Messengers (Who's Who)
- 1980 - Live at Montreux and Northsea
- 1981 - Art Blakey & The Jazz Messengers in Sweden
- 1981 - Killer Joe: Art Blakey & George Kawaguchi
- 1982 - Art Blakey & The All Star Messengers
- 1982 - Oh, by the Way
- 1983 - Aurex Jazz Festival '83: Art Blakey and the All Star Jazz Messengers
- 1984 - New York Scene
- 1984 - Super Live: Art Blakey and the All Star Jazz Messengers
- 1985 - Blue Night
- 1985 - Buhaina: The Continuing Message
- 1985 - Dr. Jeckyl: Art Blakey's Jazz Messengers
- 1985 - Hard Champion: Art Blakey and the Jazz Messengers
- 1985 - Live at Kimball's
- 1985 - Live at Ronnie Scott's: Art Blakey and the Jazz Messengers [DRG]
- 1985 - Live at Sweet Basil: Art Blakey and the Jazz Messengers
- 1985 - New Year's Eve at Sweet Basil: Art Blakey and His Jazz Messengers
- 1988 - I Get a Kick out of Bu
- 1988 - Not Yet
- 1988 - Olympia Concert: Art Blakey's Jazz Messengers
- 1988 - Standards: Art Blakey and the Jazz Messengers
- 1989 - Feel the Wind
- 1990 - Chippin' In
- 1990 - Mosaic
- 1990 - One for All
- 1990 - Three Blind Mice, Vol. 2
- 1991 - Jazz Messenger (Columbia)
- 1991 - The Best of Art Blakey (Blue Note/Capitol)
- 1992 - A Jazz Hour with Art Blakey's Jazz Messengers: Blues March
- 1992 - The Best of Art Blakey and the Jazz Messengers - Art Collection
- 1993 - Art Blakey in Sweden
- 1996 - Art Blakey (Impulse!)
- 1996 - Au Théâtre Des Champs-Élysées
- 1997 - Jazz Profile
- 1997 - Orgy in Rhythm, Vol. 1-2
- 1998 - Art Blakey and the Jazz Messengers (Point)
- 1998 - Drum King
- 1998 - Planet Jazz
- 1998 - The Concord Jazz Heritage Series
- 1999 - Drums Around the Corner
- 1999 - Art Blakey Is Jazz
- 1999 - Blakey
- 1999 - Different Drummers
- 1999 - Greatest Hits
- 1999 - Jazz Archives: Blakey
- 1999 - Jazz Messengers/Blues at Carnegie Hall
- 1999 - New York City, Birdland Club February 21, 1954
- 1999 - The Sounds of Art Blakey, Vol. 1
- 2000 - Coast to Coast
- 2000 - Immortal Concerts
- 2000 - Ken Burns Jazz
- 2000 - Les Incontournables
- 2000 - Live in Europe: 1959
- 2000 - Reflections of Buhaina
- 2000 - Round About Midnight
- 2000 - Round About Midnight, Vol. 2
- 2000 - Southern Devils: Paris Jazz Concert May 13, 1961, Vol. 1
- 2001 - Jazz Collection
- 2001 - Live: Olympia 5-13-61, Pt. 1
- 2001 - Live: Olympia 5-13-61, Pt. 2
- 2001 - Live: Olympia 5-13-61, Pt. 3
- 2001 - My Ideal
- 2002 - Art Blakey's Jazz Messengers with Thelonious Monk (Atlantic)
- 2002 - Hold On, I'm Coming
- 2002 - Meet You at the Jazz Corner of the World (Complete)
- 2002 - Recuerdo
- 2002 - Works of Art
- 2002 - Workshop
- 2003 - Essential
- 2003 - The Birthday Concert
- 2004 - Blakey's Beat
- 2004 - Blue Note Years, Vol. 1
- 2004 - Freedom Rider/Art Blakey and the Jazz Messengers
- 2004 - Meet You at the Jazz Corner of the World (Japan)
- 2004 - Ozzie in Rhythm, Vol. 2

## Video
- 2004 - Live at Village Vanguard
- 2003 - Live at the Smithsonian
- 2003 - Live from Ronnie Scott's (DVD)
- 2003 - Modern Jazz at the Village Vanguard
- 2001 - Jazz Life, Vol. 2
- 1998 - Art Blakey's Jazz Messengers
- 1995 - The Jazz Messenger (Video/DVD)
- 1986 - At Ronnie Scott's London (Video)
- 1983 - Jazz at the Smithsonian